# Srbija na Olimpijskim igrama
Srbija je dosad tri puta sudjelovala na ljetnim Olimpijskim igrama, u Stockholmu 1912., Pekingu 2008. te Londonu 2012. godine. 1920. – 1988. nastupala je kao dio Jugoslavije. Poslije je sudjelovala na OI kao dio srpsko-crnogorske federacije. Bilježi 3 odličja, 1 zlatno.
Pogledaj i:
- Jugoslavija na Olimpijskim igrama
- Srbija i Crna Gora na Olimpijskim igrama

## Ljetne Olimpijske igre

### Ishodi na Igrama
| Godina          | Športovi | Natjecatelji | Medalje | Medalje | Medalje | Medalje |
| --------------- | -------- | ------------ | ------- | ------- | ------- | ------- |
| Godina          | Športovi | Natjecatelji | Zlato   | Srebro  | Bronca  | Ukupno  |
| Stockholm 1912. | 1        | 2            | 0       | 0       | 0       | 0       |
| Peking 2008.    | 11       | 92           | 0       | 1       | 2       | 3       |
| London 2012.    | 15       | 115          | 1       | 1       | 2       | 4       |
| Ukupno          | Ukupno   | Ukupno       | 1       | 2       | 4       | 7       |

### Odličja prema športovima
| Športovi    | Medalje | Medalje | Medalje | Medalje |
| ----------- | ------- | ------- | ------- | ------- |
| Športovi    | Zlato   | Srebro  | Bronca  | Ukupno  |
| plivanje    | 0       | 1       | 0       | 1       |
| tenis       | 0       | 0       | 1       | 1       |
| vaterpolo   | 0       | 0       | 2       | 2       |
| taekwondo   | 1       | 0       | 0       | 1       |
| streljaštvo | 0       | 1       | 1       | 1       |
| Ukupno      | 1       | 2       | 4       | 7       |

### Osvajači odličja
| Medalja | Ime(na) | Igre         | Šport     | Event               |
| ------- | --- | ------------ | --------- | ------------------- |
| srebro  | Milorad Čavić | Peking 2008. | plivanje  | 100 metara leptir M |
| bronca  | Novak Đoković | Peking 2008. | tenis     | pojedinačno M       |
| bronca  | momčad: Denis Šefik, Andrija Prlainović, Živko Gocić, Vanja Udovičić, Dejan Savić, Nikola Rađen, Duško Pijetlović, Filip Filipović, Aleksandar Ćirić, Aleksandar Šapić, Vladimir Vujasinović, Branko Peković i Slobodan Soro (trener Dejan Udovičić) | Peking 2008. | vaterpolo | vaterpolo M         |